# Карл IV де Бурбон-Вандом
Карл IV де Бурбон-Вандом, також Шарль де Бурбон (фр. Charles IV de Bourbon); 2 червня 1489 — 25 березня 1537) — французький принц крові з династії Бурбонів, син графа Вандомського Франсуа де Бурбона та принцеси Марії Люксембурзької, граф Вандому у 1495—1514 роках, 1-й герцог Вандомський у 1514—1537 роках, граф Суассона, Марля, Енгієна, барон Конде, Монтуара, Лавардена, Мондубло та Епернона, пер Франції, голова Королівської ради у 1525 році після захоплення у полон Франциска I в битві при Павії, голова династії Бурбонів з 1527 року.

## Біографія
Шарль де Бурбон народився 2 червня 1489 у замку Вандома. Він став первістком у родині графа Вандомського Франсуа де Бурбона та його дружини Марії Люксембурзької. Згодом сім'я поповнилася п'ятьма молодшими дітьми.
Батько помер в італійському поході, коли Шарлю виповнилося шість. Регентство в усіх родинних володіннях до повноліття хлопця, а згодом — під час його відсутності, здійснювала мати.
У молодому віці граф став на службу королю Франції Людовику XII. Як і батько, брав участь у італійських війнах. 1507 року король призначив його губернатором Генуї.

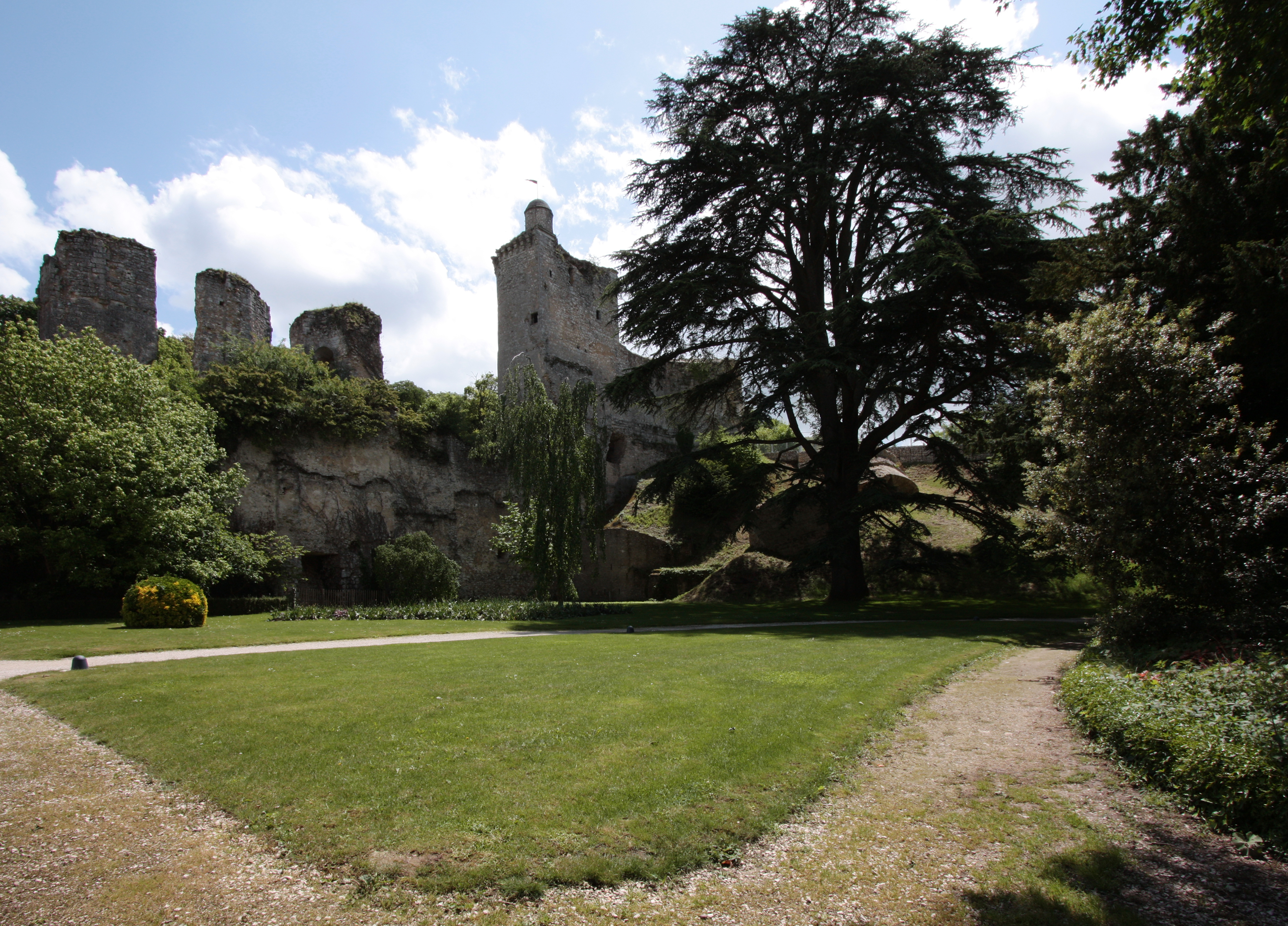
Залишки Вандомського замку — родинного гнізда Шарля де Бурбона

14 травня 1509 року Шарль був посвячений у лицарі під час битви при Аньяделло, де французи виступили проти Венеційської республіки. Згодом брав участь у захопленні Кремони та Падуї.
У віці 24 років взяв шлюб із Франсуазою Алансонською, принцесою з молодшої гілки династії Валуа. Весілля відбулося 18 травня 1513 року у Шатодені. Посагом нареченої було віконтство Бомон-о-Мен.
У 1514 титул графа Вандомського було зведено до герцогського та зроблено пером Франції. У вересні того ж року Шарль брав участь у битві при Мариньяно, перемога в якій дозволила Франції захопити Міланське герцогство, а також у фламандській кампанії. 1518-го він узяв на себе управління Пікардією.
Після змови Карла III де Бурбона-Монпасьє із імператором Карлом V Габсбургом та його втечі до Німеччини, а також смерті Карла IV Алансонського, Шарль став першим принцом крові та четвертим у лінії успадкування французького трону після синів Франциска I. 1527-го Карл де Бурбон був убитий при облозі Рима, не залишивши нащадків. Шарль таким чином став головою династії Бурбонів, а також отримав титул герцога де Бурбона. Втім, землі герцогства були конфісковані французькою короною ще після зради попередника.
У 1525 році, після захоплення у полон Франциска I у битві при Павії, герцог очолив Королівську раду. Сам сюзерен повернувся на батьківщину наступного року, натомість відправивши до Іспанії двох старших синів як заручників.
1536-го Шарль успішно захистив Перонну від іспанців на чолі з самим імператором.
Невдовзі після цього герцог він помер від гарячки в неділю, на Великдень, 25 березня 1537 року в Ам'єні. Похований у склепі церкви Святого Георгія у Вандомі.

## Родина
Дружина — Франсуаза Алансонська
Діти:
- Луї (1514—1516) — прожив півтора року;
- Марія (1515—1538) — можлива наречена короля Шотландії Якова V, померла неодруженою, дітей не мала;
- Маргарита (1516—1559 або 1589) — дружина герцога Неверського та графа Ретелю Франсуа I, мала п'ятеро дітей;
- Антуан (1518—1562) — наступний герцог Вандомський у 1537—1562 роках, герцог Бурбон, принц-консорт Наварри, був одруженим з Жанною д'Альбре, мав п'ятеро дітей у шлюбі та позашлюбного сина;
- Франсуа (1519—1546) — граф Енгієнський, вояка французької армії, одруженим не був, дітей не мав;
- Мадлен (1521—1561) — настоятелька абатства Сан-Круа-де-Пуатьє;
- Луї (1522—1525) — прожив 3 роки;
- Шарль (1523—1590) — архієпископ Руанський у 1550—1590 роках;
- Катерина (1525—1594) — настоятелька Суассонського абатства;
- Рене (1527—1583) — настоятелька абатства Нотр-Дам-де-Шелль в Шеллі;
- Жан (1528—1557) — граф Суассону та Енгієну, був одруженим з Марією де Бурбон, герцогинею д'Естутевіль, загинув у битві за Сен-Кантен за два місяці після весілля, мав позашлюбного сина;
- Луї (1530—1569) — принц де Конде, був двічі одруженим, мав численних нащадків як у шлюбі, так і поза ним;
- Елеонора (1532—1611) — настоятелька абатства Фонтевро.

Відомо також, що в Генті Шарль де Бурбон мав позашлюбного сина від Ніколь де Боардː
- Ніколя Шарль — був одруженим з Жанною де Бордо і де Ромер, мав шестеро дітей.[2]